# محمد بن عبد المنعم الحميري
مُحَمَّدُ بْنُ عَبْدِ اَلْمُنْعِمِ اَلْحِمْيَرِيُّ (ت. 900 هـ / 1495 م) هو رحالة وكاتب، من أهل سَبْتَة.
هو محمد بن محمد بن عبد الله بن عبد المنعم بن عبد النور، أبو عبد الله الحميري. أهم آثاره كتاب أنجزه سنة 866 هـ، واختلف قليلا على اسمه إلا أن الأجماع، اعتمادا على المخطوطات التي درسها إحسان عباس وليفي بروفنسال على أنه «الروض المعطار في خبر الأقطار»، وهو عبارة عن معجم جغرافي لا يخلو من سرد بعض الأخبار والوقائع التاريخية، ومرتب على حسب الحروف. يصف المدن والأقطار والجزر وبعض المحيطات والبحار، وقد حقق المستشرق أومبرتو ريتستانو منتخبات من الكتاب.
تتلمذ الحميري على يد الشيخ أبي إسحاق الغافقي (ت. 749 هـ) وأبي القاسم بن الشاط (ت. 723 هـ).